# Bigamie (film 1922)
Bigamie è un film muto del 1922 diretto da Rudolf Walther-Fein. È basato sull'opera teatrale Il cadavere vivente di Lev Tolstoj.

## Produzione
Il film fu prodotto dall'Aafa-Film AG

## Distribuzione
Vietato ai minori, ottenne il visto di censura B.06767 il 20 novembre 1911 uscendo nelle sale cinematografiche tedesche presentato al Großes Schauspielhaus di Berlino l'8 dicembre 1922.